# La Motte-Servolex
La Motte-Servolex é uma comuna francesa na região administrativa de Auvérnia-Ródano-Alpes, no departamento da Saboia. Estende-se por uma área de 29.85 km². Em 2010 a comuna tinha 12 510 habitantes (densidade: 419,1 hab./km²).